# Гиперион (титан)
Гиперио́н (др.-греч. Ὑπερίων «очень высокий») в древнегреческой мифологии — титан, сын Урана и Геи, супруг своей сестры Тейи или Басилеи, отец Гелиоса, Селены и Эос.

## Сведения
Гиперион — «сияющий» бог, буквально «идущий наверху», то есть по небу, и потому отождествляется он с Гелиосом — нередко у Гомера, в эллинистической мифологии — постоянно; так, сыновья Гелиоса именуются гиперионидами.
По эвгемеристическому истолкованию, Гиперионом звали человека, первым постигшего движение небесных светил, почему его и стали называть «отцом» их.
По Гесиоду — титан, солнечный бог, отец зари-Авроры, Солнца и Луны (Эос, Гелиоса и Селены).
В «Одиссее» (XII) Гиперион отождествляется с Гелиосом: Гелиос-Гиперион держит своих священных коров на острове Тринакрия.